# Denis Lamothe
Pour les articles homonymes, voir Lamothe.
Denis Lamothe, né en 1958 à Trois-Rivières, est un policier et homme politique québécois. Il est le député caquiste d'Ungava à l'Assemblée nationale du Québec depuis 2018.

## Biographie
Né à Trois-Rivières en 1958, Denis Lamothe est policier pendant plus de 29 ans, notamment en milieu autochtone. Il a résidé 8 ans dans sa circonscription. 

### Député
Denis Lamothe est élu député d'Ungava lors des élections générales québécoises de 2018, étant candidat pour la Coalition avenir Québec. Il avait auparavant refusé de se présenter dans des circonscriptions dans les Laurentides.
Il est membre de la Commission spéciale sur l’exploitation sexuelle des mineurs de août 2019 à décembre 2020 et membre de la Commission de l’administration publique de novembre 2018 à octobre 2019.
Il est adjoint parlementaire du ministre responsable des Affaires autochtones et membre de la Commission des institutions depuis novembre 2018, adjoint parlementaire du ministre des Forêts, de la Faune et des Parcs (volets faune et parcs) depuis septembre 2019, et vice-président de la Délégation de l'Assemblée nationale pour les relations avec Terre-Neuve-et-Labrador. Il est aussi membre de la Commission des transports et de l’environnement depuis octobre 2019.
Il est réélu lors des élections du 3 octobre 2022.

## Résultats électoraux
|                                                                                               | Nom                       | Parti            | Nombre de voix | %      | Maj.  |
| --------------------------------------------------------------------------------------------- | ------------------------- | ---------------- | -------------- | ------ | ----- |
|                                                                                               | Denis Lamothe (sortant)   | Coalition avenir | 3 132          | 36,3 % | 1 040 |
|                                                                                               | Maïtée Labrecque-Saganash | Québec solidaire | 2 092          | 24,2 % | -     |
|                                                                                               | Tunu Napartuk             | Libéral          | 1 571          | 18,2 % | -     |
|                                                                                               | Christine Moore           | Parti québécois  | 1 084          | 12,6 % | -     |
|                                                                                               | Nancy Lalancette          | Conservateur     | 756            | 8,8 %  | -     |
| Total                                                                                         | Total                     | Total            | 8 635          | 100 %  |       |
| Le taux de participation lors de l'élection était de 30,2 % et 285 bulletins ont été rejetés. |                           |                  |                |        |       |

|                                                                                               | Nom                    | Parti            | Nombre de voix | %      | Maj. |
| --------------------------------------------------------------------------------------------- | ---------------------- | ---------------- | -------------- | ------ | ---- |
|                                                                                               | Denis Lamothe          | Coalition avenir | 2 270          | 26,5 % | 46   |
|                                                                                               | Jonathan Mattson       | Parti québécois  | 2 224          | 26 %   | -    |
|                                                                                               | Jean Boucher (sortant) | Libéral          | 2 134          | 24,9 % | -    |
|                                                                                               | Alisha Tukkiapik       | Québec solidaire | 1 416          | 16,5 % | -    |
|                                                                                               | Alexandre Croteau      | Conservateur     | 192            | 2,2 %  | -    |
|                                                                                               | Cristina Roos          | Vert             | 183            | 2,1 %  | -    |
|                                                                                               | Louis R. Couture       | NPD Québec       | 145            | 1,7 %  | -    |
| Total                                                                                         | Total                  | Total            | 8 564          | 100 %  |      |
| Le taux de participation lors de l'élection était de 30,9 % et 182 bulletins ont été rejetés. |                        |                  |                |        |      |